# Копылки
Копылки — деревня в Кольчугинском районе Владимирской области России, входит в состав Есиплевского сельского поселения.

## География
Деревня расположена в 7 км на запад от центра поселения села Есиплево и в 8 км на восток от райцентра города Кольчугино.

## История
В XIX — начале XX века деревня входила в состав Есиплевской волости Юрьевского уезда, с 1925 года — в составе Кольчугинской волости Александровского уезда. В 1859 году в деревне числилось 1 двор, в 1905 году — 1 двор.
С 1929 года деревня входила в состав Есиплевского сельсовета Кольчугинского района, с 2005 года — в составе Есиплевского сельского поселения.

## Экономика
В деревне расположена мебельная фабрика «Виста».

## Население
| 1859 | 1905 | 2002 | 2010 | 2021 |
| ---- | ---- | ---- | ---- | ---- |
| 6    | ↗7   | ↗75  | ↗79  | ↘41  |